# Hans Bernhard Sprung

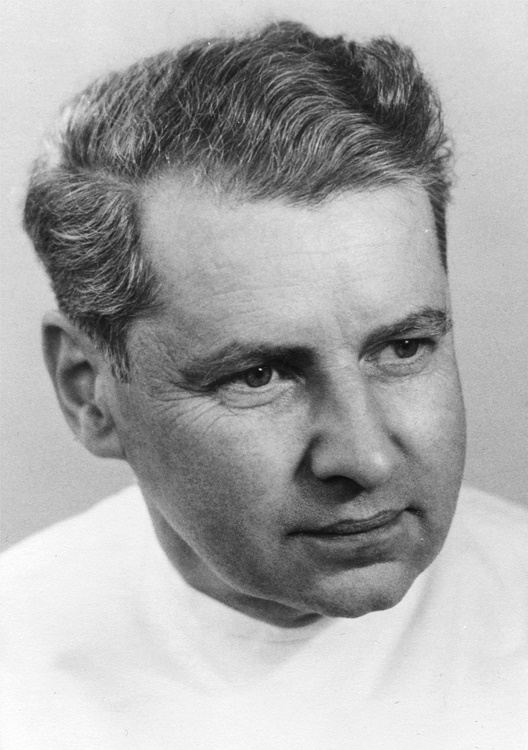
Hans Bernhard Sprung

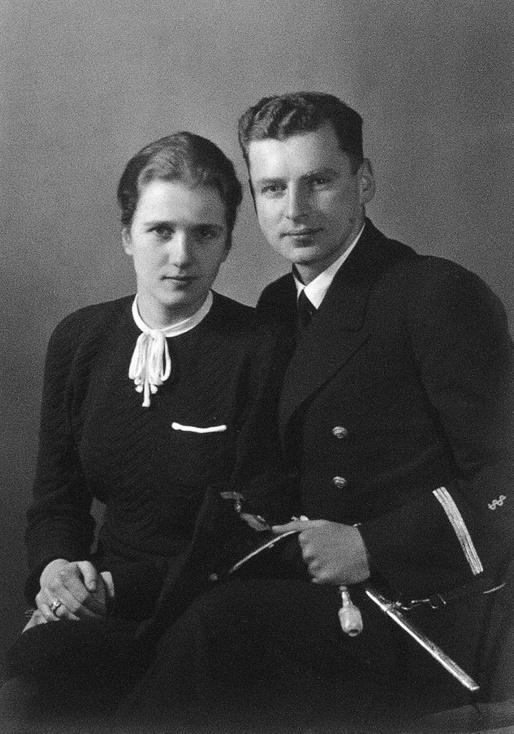
Ehepaar Sprung

Hans Bernhard Sprung (* 21. Oktober 1906 in Dresden; † 12. April 1963 in Kassel) war ein deutscher Chirurg und Hochschullehrer.

## Leben
Nach dem Abitur in Dresden (1926) fuhr Sprung zur See, um das Studium finanzieren zu können. An der Friedrich-Schiller-Universität Jena, der Albert-Ludwigs-Universität Freiburg und der Christian-Albrechts-Universität zu Kiel studierte er Medizin. Medizinalpraktikant war er ab 1936 im Hamburger  St. Georg-Krankenhaus und in Kiel. 1937 wurde er approbiert und in Kiel zum Dr. med. promoviert.
Die chirurgische Ausbildung durchlief er ab 1939 im Stadtkrankenhaus Kassel. 1942 wurde er Oberarzt in der Chirurgie vom  Universitätsklinikum Greifswald. Dort  habilitierte er sich 1944 für Allgemeine und Spezielle Chirurgie. Die Ernst-Moritz-Arndt-Universität Greifswald ernannte ihn 1945 zum Senator.
1946 kehrte er in seine Heimatstadt zurück, zunächst als Leitender Arzt des Hilfskrankenhauses in Laubegast, dann – noch im selben Jahr – als Chefarzt der Chirurgie im Stadtkrankenhaus Johannstadt. Seit 1951 Titularprofessor, wurde er bei Gründung der  Medizinischen Akademie Carl Gustav Carus auf den Lehrstuhl für Chirurgie berufen und zum Direktor der Chirurgischen Klinik ernannt. Er initiierte den Bau der „Neuen Chirurgie“ in den Ruinen der Kinderklinik, die die Luftangriffe auf Dresden übriggelassen hatten. 1957 übernahm er das Prorektorat für Forschungsangelegenheiten und wissenschaftliche Aspirantur. Sprung war seit 1962 schwer erkrankt und starb mit 56 Jahren. Beerdigt wurde er auf dem Hauptfriedhof Kassel.

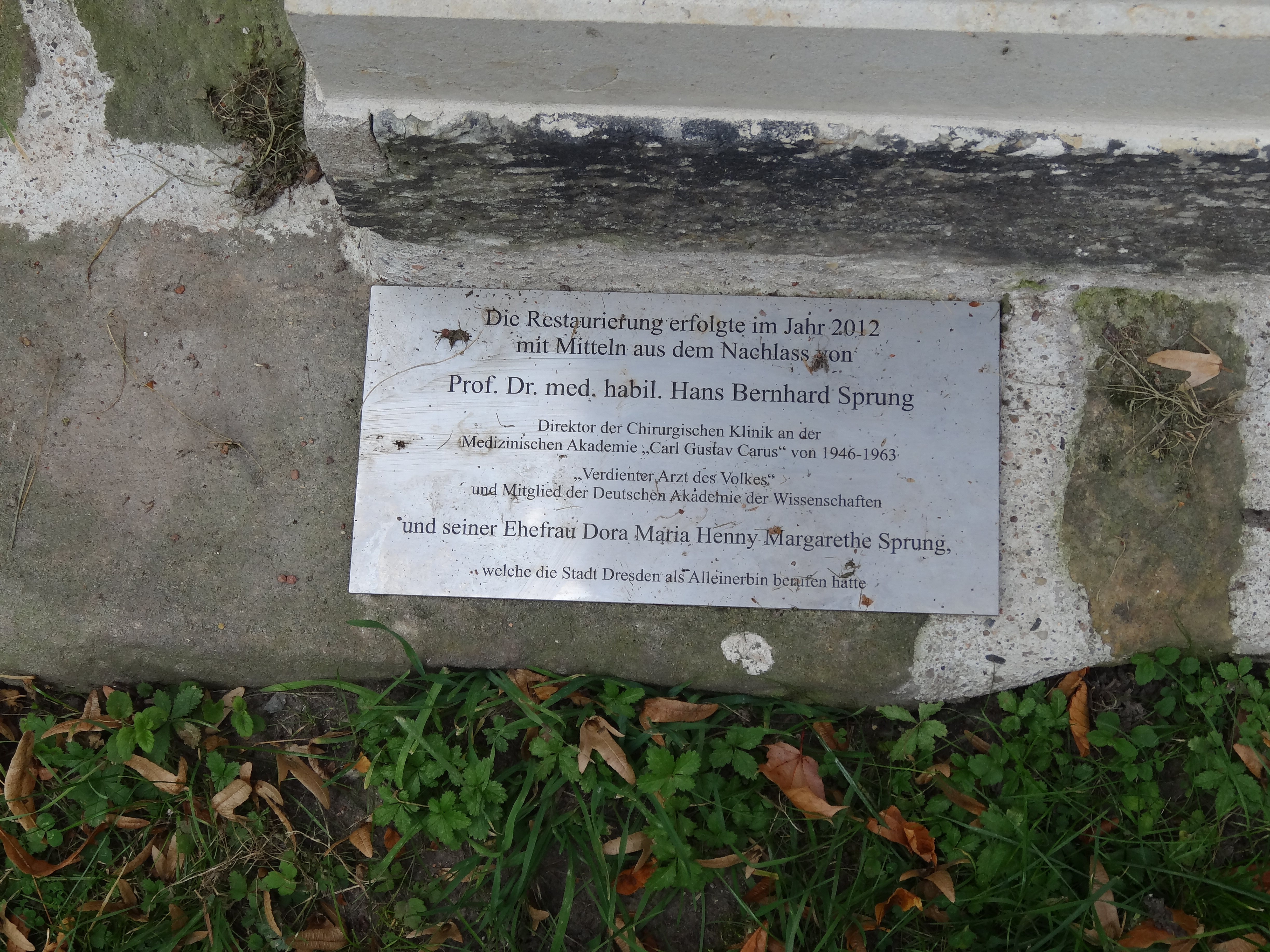
Inschrift zur Ehrung von Hans Bernhard Sprung im Blüherpark in Dresden

Sprung hinterließ seine Frau Dora Maria Sprung geb. Kock († 2005 in Osnabrück). Die 1939 in Dresden geschlossene Ehe war kinderlos geblieben. Der Nachlass ermöglichte die Wiedererrichtung des Denkmals für Ernst Julius Otto und die Sanierung von Vasen im Blüherpark.

## Ehrungen
- 1959 Verdienter Arzt des Volkes[5]
- Mitglied der Akademie der Wissenschaften der DDR